# Stephen Kinnock
Stephen Nathan Kinnock (født 1. januar 1970 i Tredegar, Wales) er en britisk politiker fra det socialdemokratiske parti Labour, der siden 8. juli 2024 har været minister for social omsorg (Social Care) i Keir Starmers regering. Han har desuden været medlem af Underhuset for Labour siden 2015. Tidligere har han blandt andet været diplomat og direktør i World Economic Forums sektion for Europa og Centralasien.
I Danmark er han mest kendt som ægtefælle til tidligere statsminister Helle Thorning-Schmidt.

## Baggrund
Stephen Kinnock er søn af den tidligere EU-kommissær og formand for Labour-partiet, waliseren Neil Kinnock, og tidligere europaparlamentsmedlem og europaminister, Glenys Kinnock.
Kinnock er bachelor i moderne sprog (fransk og spansk) fra Cambridge University i 1992 og master i Europastudier fra Europakollegiet i Brugge i 1993.
Under studierne i Brugge mødte han sin senere hustru, Helle Thorning-Schmidt (S), der senere blev Danmarks statsminister fra 2011 til 2015.
Parret har to børn.
Mens han arbejdede i Schweiz boede han dels på Østerbro i København og dels i sin arbejdsby Genève.
Han har arbejdet som politisk rådgiver i Europa-Parlamentet og en konsulentvirksomhed.

## British Council
Fra 1996 til 2009 var han ansat ved British Council i Bruxelles, London, Skt. Petersborg og Sierra Leone.
Under sit ophold i Skt. Petersborg havde Kinnock en fremtrædende rolle som skuespiller i den russiske lavbudget-film Haute Couture Dress fra 2007.

### Del i Litvinenko-affæren
Kinnock blev den 15. januar 2008 anholdt efter et restaurantbesøg i Skt. Petersborg og sigtet for at køre spirituskørsel og køre modsat ensretningen. Han blev løsladt efter knap to timer, efter at han påberåbte sig diplomatisk immunitet og nægtede at aflevere en spiritusprøve. Episoden blev af Storbritannien opfattet som chikane fra de russiske myndigheder, da den fandt sted kort efter Litvinenko-affæren. Ifølge britiske diplomater havde Kinnock drukket et glas vin, hvilket ifølge konsulatet var langt under det tilladte efter russiske normer, og Kinnock havde ifølge dem højst begået en mindre trafikforseelse.
Spiritusgrænsen i Rusland var imidlertid da 0,0 promille (den blev senere, i juli 2008, sat op til 0,3 promille).
Hændelsen var kulmination på en længere strid mellem British Council og de russiske skattemyndigheder. Rusland beskyldte British Council for at have ignoreret myndighedskrav i årevis og havde den 12. december 2007 givet påbud om at lukke afdelingerne i Skt. Petersborg og Jekaterinburg fra nytår, fordi de manglede juridisk status. Rusland anså det derfor for en provokation, at British Council genåbnede kontoret den 14. januar efter juleferien. British Council anså det for chikane, at medarbejdere blev indkaldt til samtaler hos det russiske skattevæsen og FSB i samme periode. British Council lukkede kontoret i Skt. Petersborg den 18. januar, tre dage efter hændelsen med Stephen Kinnock.
British Council udsendte derefter Stephen Kinnock til Sierra Leone indtil september 2008.

## Senere ansættelser
Fra december 2008 blev han ansat i World Economic Forum i Schweiz.
Kinnock skiftede i 2012 til en stilling i Xyntéo.
I august dette år meddelte denne London-baserede organisation at de havde ansat ham som "Managing Director" indenfor "Global Leadership and Technology Exchange".
Organisationen arbejder med rådgivning for økonomisk vækst under CO2-begrænsning.

## Skatteforhold
BT såede i juni 2010 tvivl om Stephen Kinnocks skatteforhold. Han arbejder og betaler skat i Schweiz, men bor ifølge andre påstande mest i Danmark.
Kinnock hævdede, at han opholder sig mindre end 180 dage i Danmark om året. B.T. fremførte at der på en officiel hjemmeside for Helle Thorning-Schmidt står: "Familien bor på Østerbro i København", samt at Stephen Kinnock i 2009 udtalte til Politiken: "Når jeg kommer hjem om fredagen, overtager jeg huset. Jeg laver mad, vasker tøj og kører børnene til alle deres aktiviteter. Jeg er et kendt ansigt i Super Best på Østerbrogade ...", og til Børsen: "Vores hjem er helt og aldeles her på Østerbro. Jeg nyder at komme hjem til vores base i København ..."
BT og de fleste medier tog udgangspunkt i reglen om at man er skattepligtig til det land hvor man opholder sig mindst halvdelen af året, dvs. mindst 183 dage. Departementschef Peter Loft i Skatteministeriet udtalte at reglerne er uklare, og at det også kan også være afgørende til hvilket land en persons tilknytning er stærkest, forholdet mellem familie og arbejde, og om man arbejder fra bopælen i Danmark.
Professor i skatteret Ole Bjørn mente at bolig og job i Schweiz talte for skattepligt dér, hvorimod hustru, børn, bolig, ferier og weekender talte for skattepligt i Danmark.
Jurist og skatterådgiver Niels Hansen fra Deloitte vurderede at Kinnock kunne være skattepligtig i begge lande, fordi han har bolig begge steder, hvorfor de internationale dobbeltbeskatningsaftaler er afgørende. De taler om "centrum for livsinteresser", et skønsmæssigt begreb, som normalt afgøres af familielivet, men manglende tilknytning til Danmark og en international karriere kunne måske også være afgørende. Ifølge dobbeltbeskatningsaftalen skulle man betale skat i arbejdslandet, hvorefter Danmark kan opkræve differencen op til dansk skatteniveau (skatten i Danmark er typisk højere end i Schweiz). Niels Hansen mente derimod ikke at reglen om højst 183 dage i Danmark havde betydning i denne sammenhæng.
Medlem af Skatterådet, Christen Amby, mente derimod at Kinnock kun var skattepligtig i Schweiz, fordi det er arbejdslandet, og at livsinteresserne (hustru, børn og primær bolig) ikke spillede en rolle, men at man dog ville være skattepligtig i Danmark, hvis man har en stor formue eller ejer en bolig her i landet..
Cand. polit. Finn Ziegler, udlandsdansker i Schweiz, hævdede ud fra egne erfaringer at det danske skattevæsen lægger stor vægt på fast ejendom og familie i Danmark, og at en weekend fra fredag aften til mandag morgen betragtes som fire dage i Danmark.
Helle Thorning-Schmidt afviste påstandene. Hun sagde at parret ikke havde rådført sig hos Skat eller en revisor på forhånd, men at de gældende regler var fulgt, og at de ville bede Skat om at bekræfte det.
BT fremførte også, at parrets bolig er ejet af Helle Thorning-Schmidt, med den følge at Kinnock kunne undgå skattemæssig tilknytning og parret fik det størst mulige rentefradrag, hvilket Helle Thorning-Schmidt afviste. Ifølge TV 2 var Kinnock i flere år fritaget for at betale skat i Danmark, da han var diplomat.
Stephen Kinnock mente at befinde sig i en gråzone skattemæssigt og fortalte til pressen, at han valgte frivilligt at betale skat i Danmark.
Senere ombestemte Kinnock sig dog og betalte derfor ikke skat i Danmark alligevel.[kilde mangler]

## Politisk karriere
Med sin familiemæssige baggrund var det ikke overraskende da Stephen Kinnock meddelte at han ønskede at stille op til det britiske parlamentsvalg. 
Han stillede først op til valget som Labours kandidat i den walisiske valgkreds Aberavon.
Her begyndte han at arbejde målrettet på kandidaturet i januar 2014 og kontaktede alle partimedlemmerne personligt. 
Det kom til meget tæt kampvalg blandt Labour-medlemmerne og Kinnock vandt med blot een stemme i marts 2014.
Da han først var valgt som Labours kandidat i kredsen spåede man ham en let sejr ved parlamentsvalget som skulle holdes godt et år efter: Kredsen havde været vundet af Labour siden 1922.
Som ventet vandt Kinnock da også kredsens plads i Underhuset ved det Britiske Parlamentsvalg 2015.
Det var med en komfortabel sejr hvor han modtog 15.416 stemmer mod den nærmeste forfølgers knap 11.000 færre.
Ved valget i 2017 øgede han vælgertilslutningen til 22.600 stemmer, men i 2019 faldt tallet til 17.008.

## Weblinks
- Kort biografi, World Economic Forum